# 상도로 (서울)
상도로(上道路, Sangdo-ro)는 서울특별시 동작구 대방동 보라매역사거리와 상도동 봉천고개를 잇는 서울특별시의 도로이다. 서울 지하철 7호선 일부 구간이 이 도로 따라 개설되어 있고, 보라매역에서 숭실대입구역까지 구간은 서울특별시도 제90호선에 속한다.

## 주요 경유지
서울특별시
- 동작구

## 노선
| 이름                             | 접속 노선     | 소재지        | 소재지        | 비고                       |
| 신풍로와 직결                    | 신풍로와 직결 | 신풍로와 직결 | 신풍로와 직결 | 신풍로와 직결              |
| -------------------------------- | ------------- | ------------- | ------------- | -------------------------- |
| 보라매역사거리                   | 여의대방로    | 서울특별시    | 동작구        | 서울특별시도 제90호선 구간 |
| 신대방삼거리역 교차로            | 보라매로      | 서울특별시    | 동작구        | 서울특별시도 제90호선 구간 |
| 성대시장                         | 성대로        | 서울특별시    | 동작구        | 서울특별시도 제90호선 구간 |
| (이름 없음)                      | 등용로        | 서울특별시    | 동작구        | 서울특별시도 제90호선 구간 |
| 장승배기 교차로 (장승배기역)     | 장승배기로    | 서울특별시    | 동작구        | 서울특별시도 제90호선 구간 |
| 상도역 교차로                    | 양녕로        | 서울특별시    | 동작구        | 서울특별시도 제90호선 구간 |
| 숭실대입구역 교차로 (숭실대학교) | 사당로        | 서울특별시    | 동작구        | 서울특별시도 제90호선 구간 |
| 봉천고개                         |               | 서울특별시    | 동작구        |                            |
| 관악로와 직결                    |               |               |               |                            |

## 주요 건물 및 시설
- 보라매역 (서울특별시 동작구 상도로 지하2)
- 부광약품 (서울특별시 동작구 상도로 5)
- 신대방삼거리역 (서울특별시 동작구 상도로 지하76)
- 상도3파출소 (서울특별시 동작구 상도로 87)
- 상도2동주민센터 (서울특별시 동작구 상도로 211)
- 서울상도동우체국 (서울특별시 동작구 상도로 236)
- 상도역 (서울특별시 동작구 상도로 지하272)
- 숭실대학교 (서울특별시 동작구 상도로 369)
- 숭실대입구역 (서울특별시 동작구 상도로 지하378)

## 사진

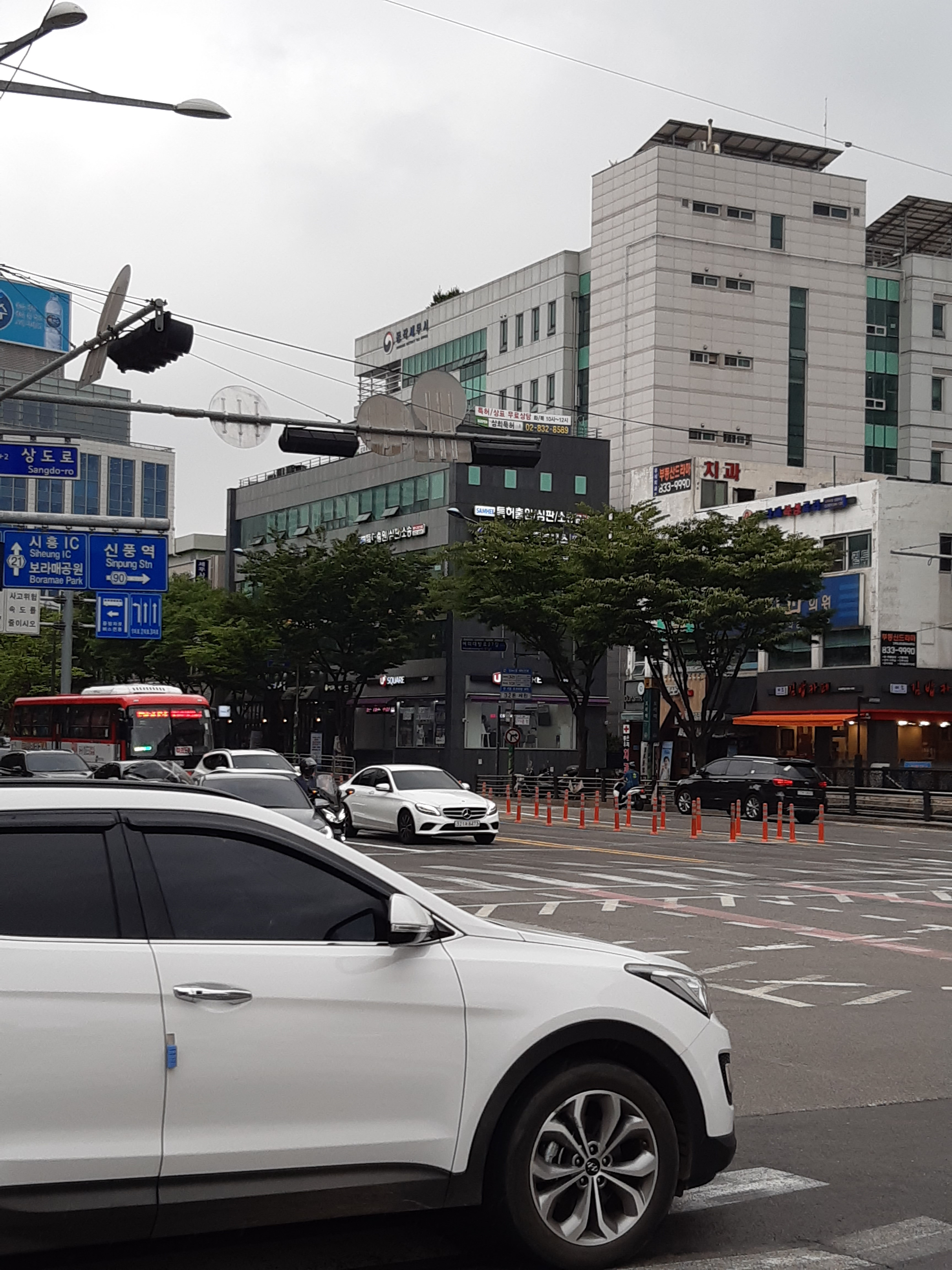
보라매역 사거리
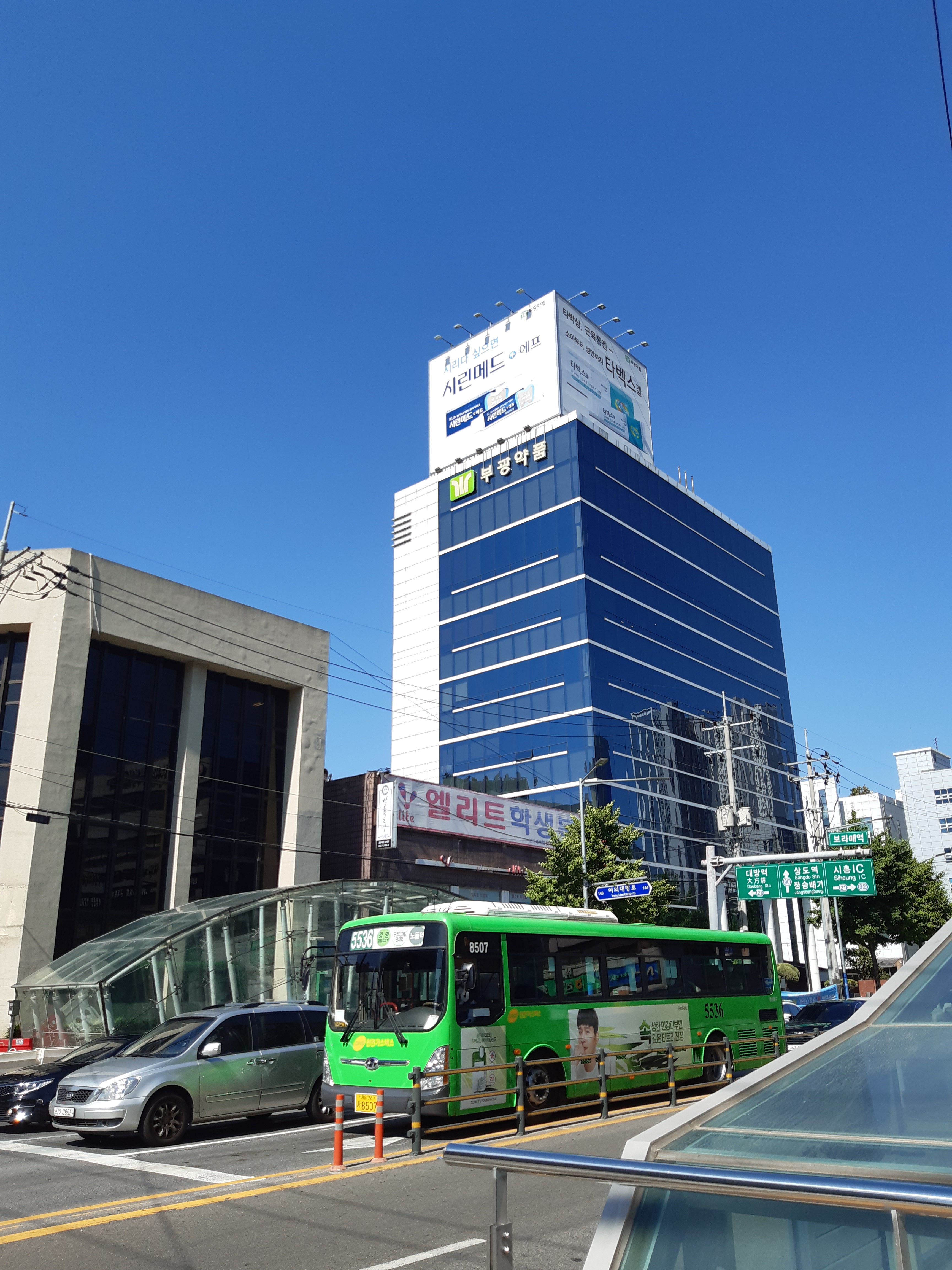
부광약품 본사
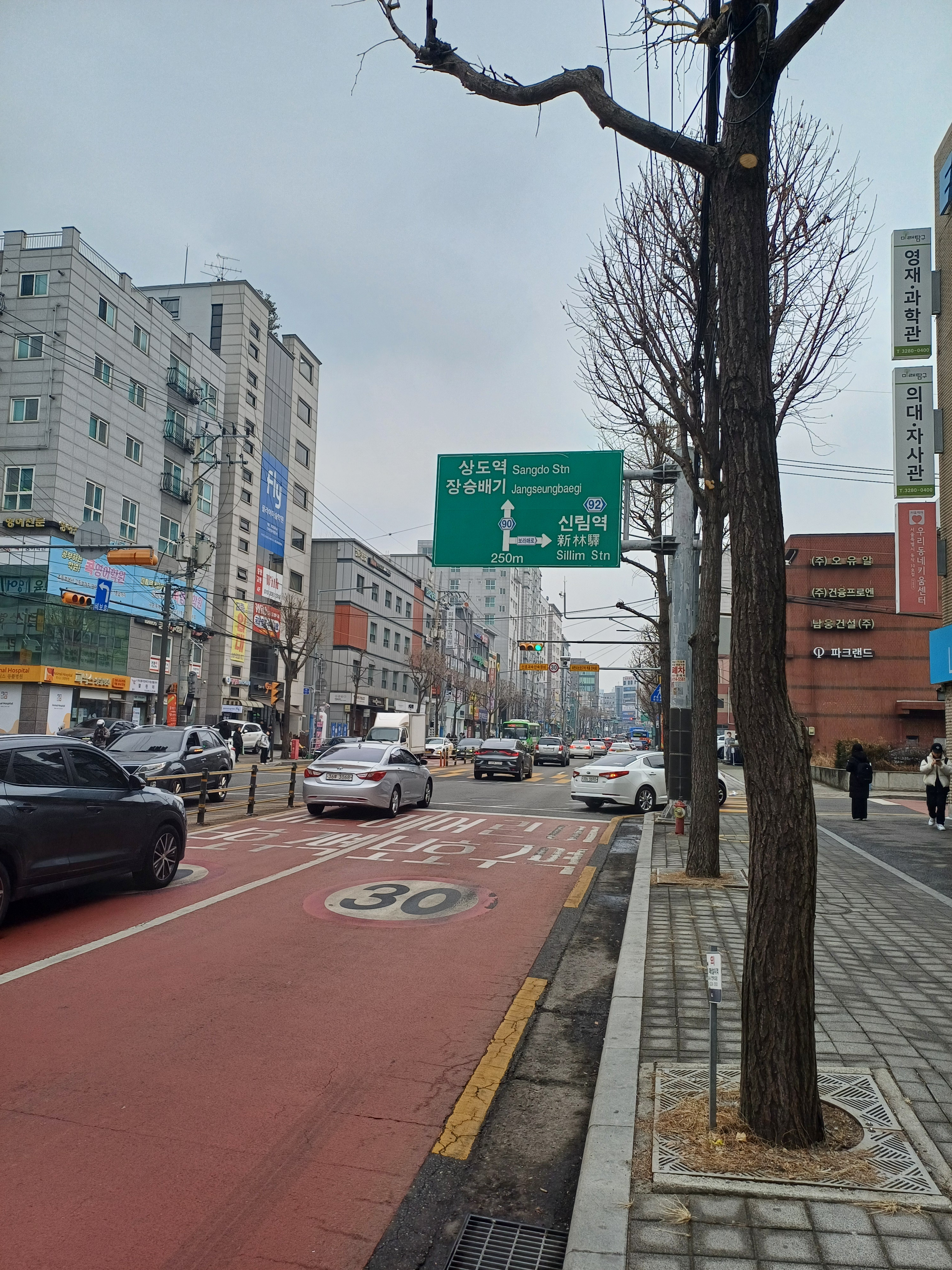
보라매로 연결
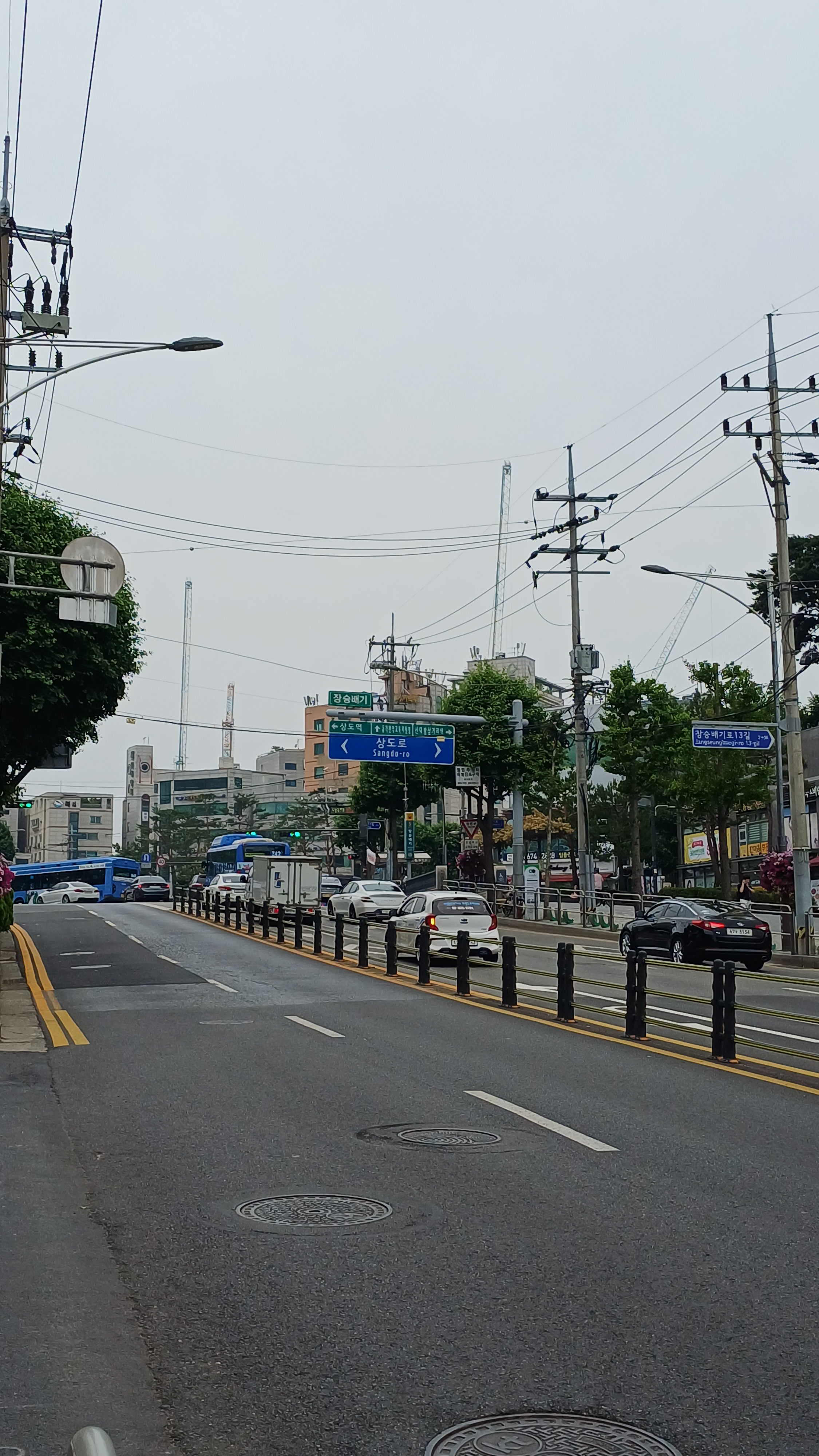
장승배기로와 교차